# Sulfato de níquel(II)
Sulfato de níquel(II), ou Sulfato de níquel, é um composto inorgânico de fórmula química NiSO4(H2O)6. É um sólido altamente solúvel de coloração azul. É uma fonte comum do íon Ni2+ para eletrodeposição.

O Níquel (II), sulfato de níquel ou apenas sulfato, geralmente  são os termos que referem-se ao composto inorgânico com a fórmula NiSO₄(H₂O)₆. Este elemento químico de cor azul é altamente solúvel de sal, e  é uma fonte comum de Ni²⁺ íon para galvanoplastia.
Cerca de 40 mil toneladas de sulfato de níquel são produzidas anualmente. Vale lembrar que o sulfato de níquel é usado principalmente para galvanoplastia de níquel.
Pelo menos sete sais de sulfato de níquel (II) são conhecidos. Estes sais são diferentes em termos de hidratação ou no hábito de cristal. O hexa-hidratado tetragonal comum cristaliza a partir de solução aquosa entre 30,7 e 53,8 °C. Abaixo destas temperaturas, um hepta cristaliza, e acima destas temperaturas de formação de um hexa-ortorrômbica. O sulfato de níquel amarelo anidro forma, NiSO₄, tem um ponto de fusão elevado, que raramente é encontrado no laboratório. É produzido pelo aquecimento dos hidratos na temperatura acima de 330 °C. Decompõe a temperaturas ainda mais elevadas que o óxido de níquel.
O sal, do sulfato de níquel, é normalmente obtido na forma de um subproduto da refinação do cobre . Também é produzido por dissolução de óxidos de metal de níquel, ou de níquel em ácido sulfúrico.
As soluções aquosas de sulfato de níquel reagem com carbonato de sódio para precipitar o carbonato de níquel, que é um precursor de catalisador e pigmentos à base de níquel. A adição de sulfato de amónio para soluções aquosas concentradas de sulfato de níquel precipita Ni(NH₄)₂(SO₄)₂·6H₂O. Este sólido de cor azul, é análogo ao sal de Mohr , Fe(NH₄)₂(SO₄)₂.6H₂O.
O sulfato de níquel é muito usado no laboratório.
1. ↑  Voltorantin (21 de julho de 2015). «Galvanoplastia» (PDF). Voltorantin. Consultado em 21 de julho de 2015
2. ↑  UFPA (21 de julho de 2015). «Níquel» (PDF). UFPA. Consultado em 21 de julho de 2015
3. ↑  minerals.usgs.gov (21 de julho de 2015). «commodity minerals». minerals.usgs.gov. Consultado em 24 de julho de 2015
4. ↑  shvoong (21 de julho de 2015). «sulfato-níquel». shvoong. Consultado em 24 de julho de 2015